# Хара (Амурская область)
Хара — упразднённая метеостанция (тип населённого пункта) в Архаринском районе Амурской области России. Исключена из учётных данных в 1977 году.

## География
Метеостанция располагалась на левом берегу реки Хара ниже впадения в неё реки Водопадный Ключ, на расстоянии примерно 53 километра (по прямой) к северо-востоку от села Грибовка.

## История
Метеостанция была организована в 1948 году.
Решением Амурского исполкома от 30 декабря 1977 года № 522, метеостанция Хара исключена из учётных данных как населённый пункт служебного значения.